# Tadanari Lee
Tadanari Lee (* 19. prosinec 1985) je japonský fotbalista.

## Reprezentace
Tadanari Lee odehrál 11 reprezentačních utkání.

## Statistiky
| Japonsko | Japonsko | Japonsko |
| Roky     | Záp.     | Góly     |
| -------- | -------- | -------- |
| 2011     | 10       | 2        |
| 2012     | 1        | 0        |
| Celkem   | 11       | 2        |